# Comté d'Orange (Virginie)
Pour les articles homonymes, voir Comté d'Orange.
Le comté d'Orange est un comté de Virginie, aux États-Unis.

## Histoire

Drapeau des Minutemen de Culpeper.

Le comté d'Orange fait partie du district de Culpeper au sein duquel est recrutée une unité formée en 1775 qui combattra du côté des insurgents (ou patriotes) pendant la Guerre d'indépendance des États-Unis, les Minutemen de Culpeper, dont le drapeau porte le célèbre serpent à sonnette enroulé,.
Le comté d’Orange comprend Montpelier, le domaine de 2 700 acres (1 100 ha) de James Madison, le 4e président des États-Unis